# شویبس
شویبس (انگلیسی: Schweppes) شرکت نوشیدنی آمریکایی است، که در سال ۱۷۸۳ تأسیس شد.